# Drosera brevifolia
Drosera brevifolia es una especie de planta carnívora perteneciente a la familia de las droseráceas; se distribuye en amplias regiones de Sudamérica y también es la más pequeña de las especies de drosera en los Estados Unidos. Esta especie se diferencia considerablemente de Drosera capillaris, por sus hojas en forma de cuña, y claramente de color rojo a rojizo púrpura, perceptible cuando está al lado de D. capillaris.

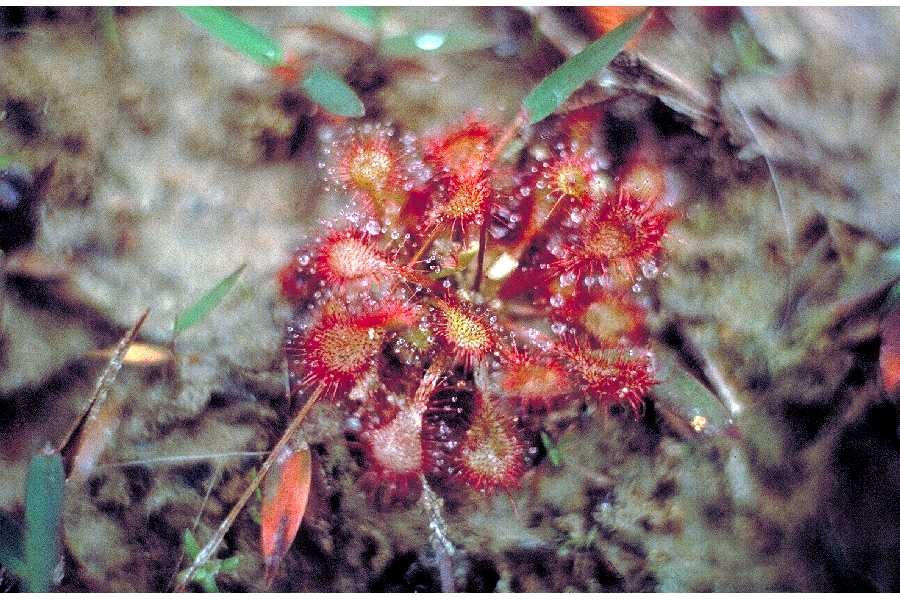
Vista de la planta

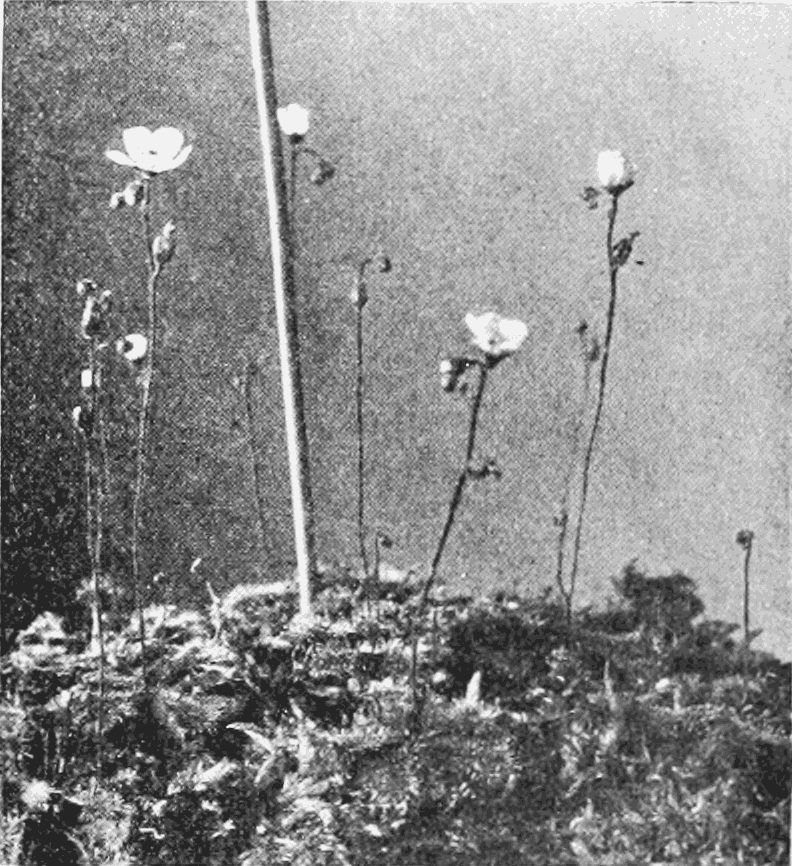
Vista de la planta

## Descripción
D. brevifolia suele ser una planta pequeña, por lo general de no más de 3 centímetros de diámetro, aunque algunas pueden alcanzar un tamaño de hasta 5 cm en los bosques abiertos de arena en el oeste de Louisiana, con flores de hasta 15 cm. Se encuentra a menudo creciendo en las zonas más secas de lo que la mayoría de las plantas carnívoras prefieren, donde a menudo establecerá semillas y morirán cuando llega el verano caluroso y seco y regresar como plántulas en otoño o invierno. Las flores pueden ser grandes en comparación con la roseta y pueden ser de color rosa o blancas.comen mosquitas

## Distribución
La gama de D. brevifolia se halla en el noroeste de Argentina, Uruguay, Paraguay, Brasil y Bolivia en los Estados Unidos (desde el este de Texas a Florida y al norte de Virginia).
Según el USDA, que está en peligro en el Estado de Kentucky y amenazada en el Estado de Tennessee.

## Taxonomía
Drosera brevifolia fue descrita por Frederick Traugott Pursh y publicado en Flora Americae Septentrionalis; or,. .. 1: 211. 1814[1813].
Etimología
Drosera: tanto su nombre científico –derivado del griego δρόσος (drosos): "rocío, gotas de rocío"– como el nombre vulgar –rocío del sol, que deriva del latín ros solis: "rocío del sol"– hacen referencia a las brillantes gotas de mucílago que aparecen en el extremo de cada hoja, y que recuerdan al rocío de la mañana.
brevifolia: epíteto latino que significa "con hojas pequeñas".
Sinonimia
- Drosera annua E.L.Reed
- Drosera brevifolia var. major Hook.
- Drosera chiapensis Matuda
- Drosera ferruginea Larrañaga
- Drosera leucantha Shinners
- Drosera maritima A.St.-Hil.[4][5]